# Даниел Боримиров
Даниел Боримиров Борисов (роден на 15 януари 1970 г. във Видин) е български футболист, национал. Поливалентен състезател, играе като нападател, офанзивен и дефанзивен полузащитник.
Състезателната му кариера продължава 21 сезона, в които играе за 3 клуба: Бдин (Видин), Левски (София) и германският Мюнхен 1860. В двата си периода в Левски става общо 5 пъти шампион на България. Също така печели 5 пъти турнира за Купата на България и два пъти Суперкупата на България. Капитан на състава на Левски, който през сезон 2005/06 достига до четвъртфинал в Купата на УЕФА, а през сезон 2006/07 влиза в групите на Шампионската лига за първи път в историята.
Боримиров е единственият български футболист, който е участвал на финалите на две световни и две европейски първенства. Част от „златното поколение“ на България, което се класира на 4-то място в САЩ'1994. Участва също и на Мондиал'98 във Франция, както и на Евро'1996 и Евро'2004. За националния отбор записва общо 66 мача с 5 гола.

## Кариера

### Клубна кариера
Родом от Видин, Боримиров израства в школата на местния клуб Бдин. В тинейджърските си години е възпитаник на спортното училище във Враца, като през сезон 1986/1987 е част от състава на младежкия отбор на Ботев (Враца).   През 1987 г., на 17-годишна възраст, дебютира в мъжкия футбол за състава на Бдин, който тогава участва в Б група. В тези ранни години е използван предимно като нападател. За 3 сезона записва 91 мача с 18 гола във второто ниво на българския футбол.
През лятото на 1990 г. Боримиров е привлечен в Левски (София). Дебютира в А група на 20 август 1990 г., когато заменя в 46-ата минута Велко Йотов в мач с Берое (1:1). Бележи първия си гол на 26 август 1990 г. при победа с 2:0 срещу Миньор (Перник). В Левски е използван основно като офанзивен полузащитник. Първоначално играе с №7, а по-късно облича фланелката с №8. С отбора печели титлата през 1992/93, 1993/94 и 1994/95, както и Купата на България през 1990/91, 1991/92 и 1993/94. На 23 септември 1994 г. бележи два гола за знаменитата победа на Левски със 7:1 срещу ЦСКА във вечното дерби. Записва общо 123 мача с 40 гола в А група, 28 мача с 10 гола в Купата на България, както и 7 мача с 2 гола в евротурнирите.
През лятото на 1995 г. Боримиров преминава в немския Мюнхен 1860, а впоследствие се превръща в легенда на клуба. Дебютира в Първа Бундеслига на 12 август 1995 г., когато бележи и двата гола за своя отбор при загуба с 2:4 като гост от Санкт Паули. Прекарва в клуба общо 8 сезона и половина, в които записва 213 мача с 31 гола в Бундеслигата, 18 мача с 4 гола в Купата на Германия и 14 мача с 1 гол в евротурнирите. С отбора завършва на 4-то място в първенството през сезон 1999/2000, което дава право на Мюнхен 1860 да участва в квалификациите на Шампионската лига.
В началото на 2004 г., на 34-годишна възраст, Боримиров се завръща в Левски. През втория си период в клуба е използван основно като дефанзивен халф заедно с Ричард Еромоигбе. Макар и в напреднала футболна възраст, полузащитникът продължава да е един от най-важните играчи на Левски. През 2005 г. печели наградата „Футболист на футболистите“. Става шампион на България през 2005/06 и 2006/07, както и носител на купата през 2004/05 и 2006/07. Помага на отбора да достигне 1/4-финал за Купата на УЕФА през 2005/06 и да влезе в груповата фаза на Шампионската лига през 2006/07. Приключва кариерата си след края на сезон 2007/08. Изиграва последният си мач на 17 май 2008 г. срещу Славия (София) (2:1). През втория си период в Левски записва общо 98 мача с 29 гола в А група, 10 мача с 2 гола в Купата на България, както и 29 мача с 3 гола в евротурнирите.

### Национален отбор
За Националния отбор дебютира на 18 февруари 1993 г. срещу Обединените Арабски Емирства в Дубай, играе от 1993 до 2005 г., общо 69 мача и 5 гола. Участник е на 2 Световни първенства (1994 – 4 мача/1 гол, 1998 – 3/0) и 2 Европейски (1996 – 3/0 и 2004 – 1/0), като през 1994 „трикольорите“ печелят бронзов медал. Последния си мач за България изиграва през 2005.

## Успехи

### Клубни
- Шампион на България (5 пъти): 1992/93, 1993/94, 1994/95, 2005/06, 2006/07
- Носител на Купата на България (5 пъти): 1990/91, 1991/92, 1993/94, 2004/05, 2006/07
- Носител на Суперкупата на България (2 пъти): 2005 и 2007 г.

### Индивидуални
- Футболист на футболистите – 2005

## По сезони
| Сезон       | Отбор       | Първенство | Мачове | Голове |
| ----------- | ----------- | ---------- | ------ | ------ |
| 1987/88     | Бдин        | Б ПФГ      | 33     | 7      |
| 1988/89     | Бдин        | Б ПФГ      | 21     | 0      |
| 1989/90     | Бдин        | Б ПФГ      | 37     | 11     |
| 1990/91     | Левски      | А ПФГ      | 28     | 3      |
| 1991/92     | Левски      | А ПФГ      | 14     | 0      |
| 1992/93     | Левски      | А ПФГ      | 29     | 5      |
| 1993/94     | Левски      | А ПФГ      | 23     | 15     |
| 1994/95     | Левски      | А ПФГ      | 29     | 17     |
| 1995/96     | Мюнхен 1860 | Бундеслига | 25     | 6      |
| 1996/97     | Мюнхен 1860 | Бундеслига | 31     | 9      |
| 1997/98     | Мюнхен 1860 | Бундеслига | 32     | 3      |
| 1998/99     | Мюнхен 1860 | Бундеслига | 23     | 2      |
| 1999/00     | Мюнхен 1860 | Бундеслига | 20     | 2      |
| 2000/01     | Мюнхен 1860 | Бундеслига | 24     | 3      |
| 2001/02     | Мюнхен 1860 | Бундеслига | 26     | 4      |
| 2002/03     | Мюнхен 1860 | Бундеслига | 26     | 2      |
| 2003-есен   | Мюнхен 1860 | Бундеслига | 6      | 0      |
| 2004-пролет | Левски      | А ПФГ      | 11     | 3      |
| 2004/05     | Левски      | А ПФГ      | 23     | 10     |
| 2005/06     | Левски      | А ПФГ      | 22     | 9      |
| 2006/07     | Левски      | А ПФГ      | 20     | 4      |
| 2007/08     | Левски      | А ПФГ      | 22     | 3      |